# ابن كونغ
ابن كونغ (بالإنجليزية: The Son of Kong)‏ هو فيلم فنتازيا، وفلم مغامرة، وفيلم خيال علمي، وفلم رعب أُصدر في 22 ديسمبر 1933، في الولايات المتحدة. الفيلم من إنتاج آر كي أو بيكتشرز، وتولّت آر كي أو بيكتشرز توزيعه، وهو من إخراج إرنست بي. شودساك الذي تولّى كتابة السيناريو أيضًا.

## القصة
تقع أحداث الفيلم في نيويورك.

## طاقم التمثيل
- روبرت أرمسترونغ، بدور Carl Denham [الإنجليزية]‏
- فيكتور وونج  [لغات أخرى]‏
- John Marston (playwright) [الإنجليزية]‏
- نوبل جوهانسون
- ستيف كليمنتي
- رالف فولتر
- Frank Reicher [الإنجليزية]‏
- فيكتور وونج
- هيلين ماك
- كلارنس ويلسون

## الإنتاج
صوّر الفيلم في سانتا مونيكا، كاليفورنيا .
موسيقى الفيلم التصويرية كانت من تأليف ماكس شتاينر.

## وصلات خارجية
- ابن كونغ على موقع IMDb (الإنجليزية)
- ابن كونغ على موقع الموسوعة البريطانية (الإنجليزية)
- ابن كونغ على موقع روتن توميتوز (الإنجليزية)
- ابن كونغ على موقع نتفليكس (الإنجليزية)
- ابن كونغ على موقع ألو سيني (الفرنسية)
- ابن كونغ على موقع Turner Classic Movies (الإنجليزية)
- ابن كونغ على موقع أول موفي (الإنجليزية)
- ابن كونغ على موقع فيلمافينيتي (الإسبانية)
- ابن كونغ على موقع قاعدة بيانات الأفلام السويدية (السويدية)
- ابن كونغ على موقع قاعدة بيانات الفيلم (الإنجليزية)